# 內湖郭氏古宅
25°04′47″N 121°35′12″E / 25.079587°N 121.586591°E
內湖郭氏古宅，俗稱內湖紅樓，是位於臺灣臺北市內湖區文德站旁的洋宅，列市定古蹟，今作郭子儀紀念堂與郭氏宗親會聚會所。

## 歷史
內湖郭氏古宅位在內湖高中斜對面獅頭山麓，從文湖線文德站一號出口旁可登上，或從文德路267巷斜坡車道上去，地址是文德路267巷19號。1917年，內湖郭氏郭崇飽第六代郭華溪在祖宅對面山腰上之現址購地興建此宅，亦說是1924年才成為郭華溪之自宅。
此宅占地面積1178平方公尺，建築面積426.2平方公尺。前有水池花園加背後樹林掩映以呈現「前水後山」格局。二層洋樓為大正年間盛行的紅磚石砌成，立面以西式山牆為基礎，裝飾西式、漢式、台式花草，有洗石子、泥塑及彩色瓷磚裝飾。浮雕山牆呈中式馬背形屋脊狀，周身遍刻花瓶，藻梲雄獅造像圖案，並有仿日本家徽標誌，柱頭多為圓錐形，葫蘆形線條，以石材及紅磚交相配搭，加上綠釉花磚、葫蘆欄杆、火形屋脊，羅馬式花瓶托架，及方形木窗、圓形鐵窗、拱門及方門。建物平面略呈凸字形，內部空間規畫屬一正兩廂平面格局。室內木造樓板使用眾多木梁支撐樓板重量，懸掛台灣傳統天公爐及燈籠的燈梁。
戰亂之關係，郭氏古宅一度租給佃農當住所，也曾成為宮廟宮址，後荒廢多年。台北市政府民政局於1999年4月1日會勘，同月29日通過列為市定古蹟。2002年4月12日，因郭氏古宅修復估計四千萬元，文化局長龍應台在議會教育委員會施政報告指出，有意將郭氏古宅、撫臺街洋樓、草山御賓館給外國駐臺灣單位進駐，以租金抵充古蹟修復費。

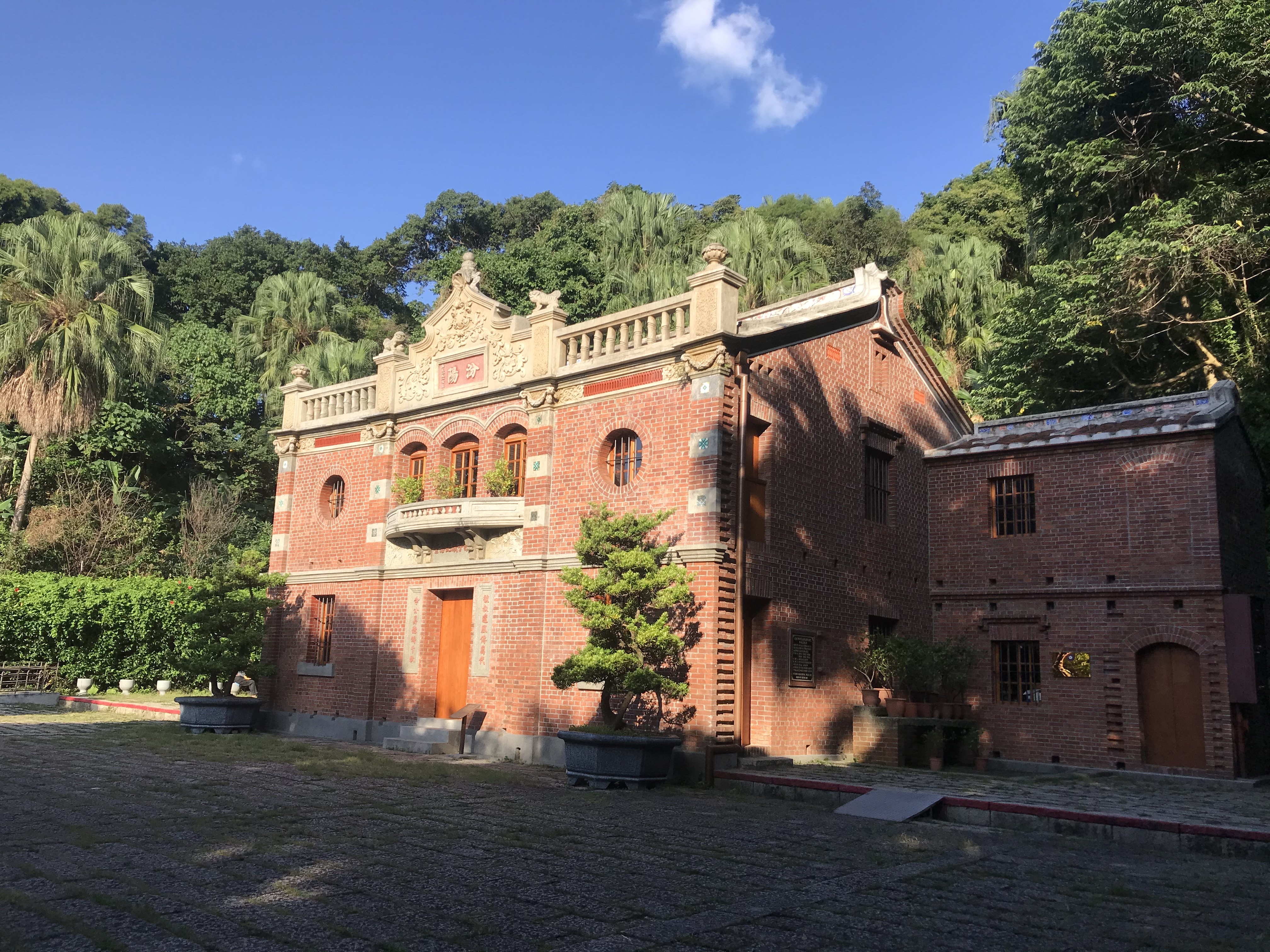
郭氏古宅斜照

2010年代初，郭元益食品前董事長郭石吉在網路搜尋「郭氏」時，發現俗稱「內湖紅樓」的此宅，便到現場勘查，發現已近乎廢墟、荒煙蔓草。當時除紅磚牆保存得較完整，屋頂、樓板幾乎全損壞。內湖郭氏有在農曆四月廿六日祭祀郭子儀的宗教活動。郭石吉想以此宅作為郭子儀紀念館，在市府和議會幫助下，開過五十幾場修復協調會。獲得古宅主人郭詩詠、郭明晉昆仲同意，無條件提供古宅產權。郭氏宗親集資三千多萬以約五千萬整修，2010年6月1日啟動修建。市府並商借郭家土地以建立觀光步道，於兩旁種植油桐樹。
2012年1月5日修復完工，一樓正廳擺設郭子儀雕像，二樓則是郭氏宗親會使用。2月2日，以「郭氏古宅暨郭子儀紀念堂」之名舉行啟用典禮，由台北市長郝龍斌、台北市議會議長吳碧珠、文化局長劉維公、郭石吉等人剪綵。每星期一與四公休，平日免費開放參觀。

## 外部連結
- 郭子儀紀念堂